# Letonia en los Juegos Paralímpicos de París 2024
Letonia estuvo representada en los Juegos Paralímpicos de París 2024 por ocho deportistas, seis hombres y dos mujeres.

## Medallistas
El equipo paralímpico letón obtuvo las siguientes medallas:
| Nombre         | Deporte            | Evento                                       |
| -------------- | ------------------ | -------------------------------------------- |
| Oro            |                    |                                              |
| Diāna Krumina  | Atletismo          | Jabalina F56 femenino                        |
| Rihards Snikus | Deportes ecuestres | Doma individual «grado I» mixto              |
| Rihards Snikus | Deportes ecuestres | Doma individual estilo libre «grado I» mixto |
| Plata          |                    |                                              |
| Aigars Apinis  | Atletismo          | Disco F52 masculino                          |
| Bronce         |                    |                                              |
| —              |                    |                                              |